# SP-303
A SP-303 é uma rodovia transversal do estado de São Paulo, administrada pelo Departamento de Estradas de Rodagem do Estado de São Paulo (DER-SP).

## Denominações
Recebe as seguintes denominações em seu trajeto:
Nome:	Lauro Alves Barroso
- De - até:	Timburi - Sarutaiá
- Legislação: LEI 4.933 DE 20/12/85

Nome:	Francisco Viana
- De - até:	SP-270 -Timburi
- Legislação: LEI 1.864 DE 01/12/78

Nome:	Benjamin Damiatti
- De - até:	Bernardino de Campos - SP-270
- Legislação: LEI 14.141 DE 14/06/2010

## Descrição
Principais pontos de passagem: Sarutaiá (SP 287) - Timburi - SP 270 - Bernardino de Campos

## Características

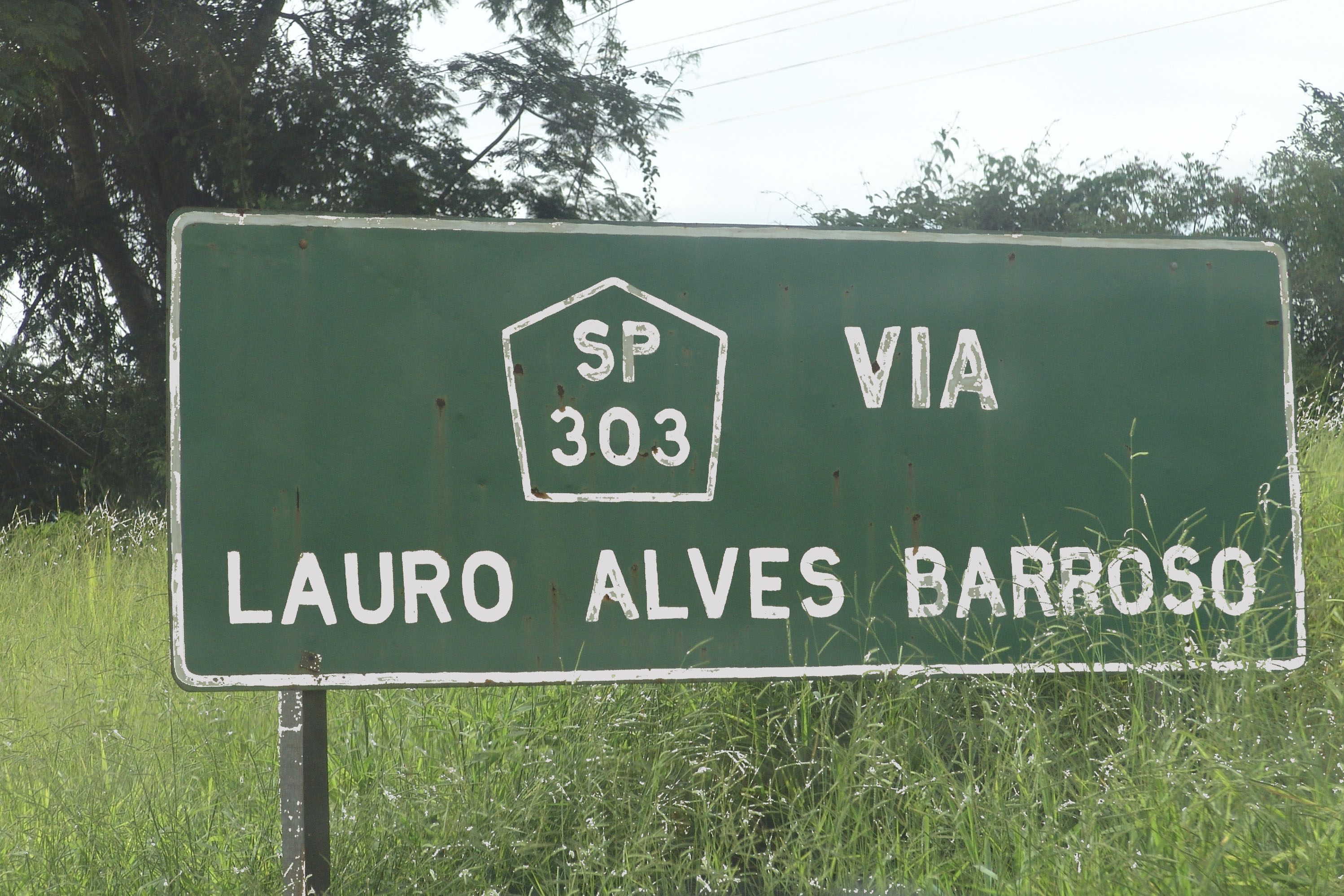
Placa indicativa da SP-303 em Sarutaiá.

### Extensão
- Km Inicial: 0,000
- Km Final: 42,537

### Localidades atendidas
- Sarutaiá
- Timburi
- Piraju
- Bernardino de Campos